# Xian de Jianshi
Le xian de Jianshi (建始县 ; pinyin : Jiànshǐ Xiàn) est un district administratif de la province du Hubei en Chine. Il est placé sous la juridiction de la préfecture autonome tujia et miao d'Enshi.

## Démographie
La population du district était de 510 194 habitants en 1999.